# Cymothoa rotundifrons
Cymothoa rotundifrons es una especie de crustáceo isópodo marino del género Cymothoa, familia Cymothoidae. Fue descrita científicamente por Haller en 1880.

## Distribución
Esta especie se encuentra en el océano Índico y Pacífico.